# Rózsafélék
A rózsafélék (Rosaceae) a rózsavirágúak rendjének (Rosales) alapi helyzetű növénycsaládja, 100-120 nemzetséggel és 3-4000 fajjal. Tagjai lombhullató vagy örökzöld fák, cserjék vagy évelő lágy szárú növények. Ide tartozik sok csonthéjas magvú gyümölcsöt termő fa (kajszi- és őszibarack, cseresznye, meggy, szilva), de az alma, körte és birs is.

## Jellemzők
Leveleik csaknem mindig szórtan állók, pálhásak. Nincs endospermium, a csésze- és sziromlevelek száma is 5. Először itt alakult ki a kétszikűekre jellemző ötkörös, körönként öttagú virág (pleziomorf állapot). Virágaik ritkán magányosak, többnyire változatos buga-, álernyő-, fürt-, füzér- vagy fejecske virágzatokba egyesülnek. A virág kétivarú, aktinomorf szimmetriájú, jellemzően rovarmegporzású.
A porzók száma sok vagy az ötnek többszöröse. A vacok sokféleképpen jelenik meg a családban: csésze, korsó alakú vagy csőszerű is lehet. A magház fokozatosan alsó állásúvá válik. Terméseik lehetnek: tüsző-, aszmag-, csonthéjas vagy áltermések (terméscsoportok).

## Rendszerezés
A rózsafélék a kétszikűek között központi helyzetű család, jól felismerhető rokonságot mutat az ősi zárvatermő csoportokkal (Magnoliales, Annonales, Aristolochiales, Laurales, Piperales, Nymphaeales, Ranunculales). 
Hagyományosan a termés szerkezete alapján négy alcsaládra osztották: Rosoideae (aszmag- vagy csonthéjas termés), Spiraeoideae (tüsző- vagy toktermés), Maloideae (almatermés) és Amygdaloideae (csonthéjas termés). Ezeknek az alcsaládoknak a monofiletikusságát a molekuláris genetikai eredmények, a metabolitok eloszlása és a kromoszómaszámok csak részben támasztották alá.
Az eddig sikeresen azonosított kládok a következők:
- Rosoideae alcsalád: ez változott a legkevésbé. Hagyományosan az apró, aszmag vagy csonthéjas termést növesztő nemzetségeket sorolták ide, ahol a termés húsos része (például a szamóca esetében) gyakran valójában a vacokserlegből (hypanthium) vagy a termőlevelek kocsányából fejlődő áltermés. Az alcsaládot kissé szűkítették (kivették például a Dryade nemzetségcsoportot nitrogénmegkötő képessége miatt), de így is szerteágazó csoportot alkot 5-6 nemzetségcsoporttal, 20-nál több nemzetséggel (rózsa, szeder, szamóca, Potentilla vagy pimpó, Geum). Az idesorolt nemzetségek kromoszómaszáma 7, termőleveleik számosak. Poliploidia, hibridizáció, agamospermia (aszexuális magképzés) nehezíti meg a fajok elkülönítését.
- Spiraeoideae alcsalád: hagyományosan a nem húsos, öt részből álló tüsző- vagy toktermésű nemzetségeket sorolták ide. A korábbi Spiraeoideae alcsalád para- vagy polifiletikusnak bizonyult. Az új rendszerezésben a Spiraea, Sorbaria és néhány rokon nemzetségre korlátozták az alcsaládot. Ezek kromoszómaszáma 9, termésük tüsző, leveleik pálhátlanok. Legnagyobb nemzetsége a gyöngyvessző (Spiraea).
- Maloideae (vagy Pomoideae) alcsalád: hagyományosan az ötmagvú, hártyás falú valódi termést tartalmazó almatermést (a termőlevelek összenőttek egymással és a vacokkehellyel; a húsos vacokban a valódi termések tüszőcsoportot képeznek) növelő nemzetségeket sorolták ide (alma, körte, galagonya, birs, madárbirs, berkenye). Kromoszómaszámuk 15, 16 vagy 17, ami valószínűleg egy korábbi 8 vagy 9 kromoszómás állapotból, allopoliploidia révén jött létre. Nagyjából változatlan maradt a korábbi leíráshoz képest, de a molekuláris és citológiai információk alapján még néhány tok- vagy tüszőterméses nemzetséget is ide soroltak: a 17-es haploid kromoszómaszámú, fás szárú Lindleya és Vauquelinia, az almatermésű, 15-ös kromoszómaszámú Kageneckia, és az alcsalád többi nemzetségének testvércsoportját alkotó, lágy szárú, 9-es kromoszómaszámú Gillenia nemzetség került még ide. Az ide tartozó génuszokat gyakran erőteljes hibridizáció, agamospermia teszi rendszertanilag nehezen kezelhetővé, változékonnyá (például madárbirs, galagonya, berkenye, alma).
- Prunoideae (vagy Amygdaloideae) alcsalád: egy termőlevél van, melyből szinte mindig csonthéjas termés fejlődik. A kromoszómaszám 8. A kiterjesztett alcsaládba tartozó nemzetségek: Exochorda, Maddenia, Oemleria, Prinsepia és Prunus. Ez utóbbi, legnagyobb fajszámú (Prunus) nemzetséget egyes rendszerezők nemzetségekre szedik szét, mások alnemzetségekre bontják, újabb genetikai kutatások pedig Amygdalus-Prunus és Cerasus-Laurocerasus-Padus kládokra bontását támogatják.
- Dryadeae nemzetségcsoport: kaszattermésűek, legtöbb fajuk képes a Frankia nitrogénmegkötő baktériumok segítségével megkötni a légköri nitrogént. Öt nemzetség tartozik ide: Dryas, Cercocarpus, Chamaebatia, Cowania és Purshia.
- Neillieae nemzetségcsoport: ide tartozik a Neillia (benne a Stephanandra-val) és a Physocarpus nemzetség.

Ez utóbbi két csoport közül a Neillieae a Maloideae testvércsoportjának tűnik, a Dryadeae pedig talán a Rosoideae testvércsoportja. Néhány egyéb nemzetséget (például Kerria) egyik eddigi csoportba sem sikerült besorolni.

## Képek

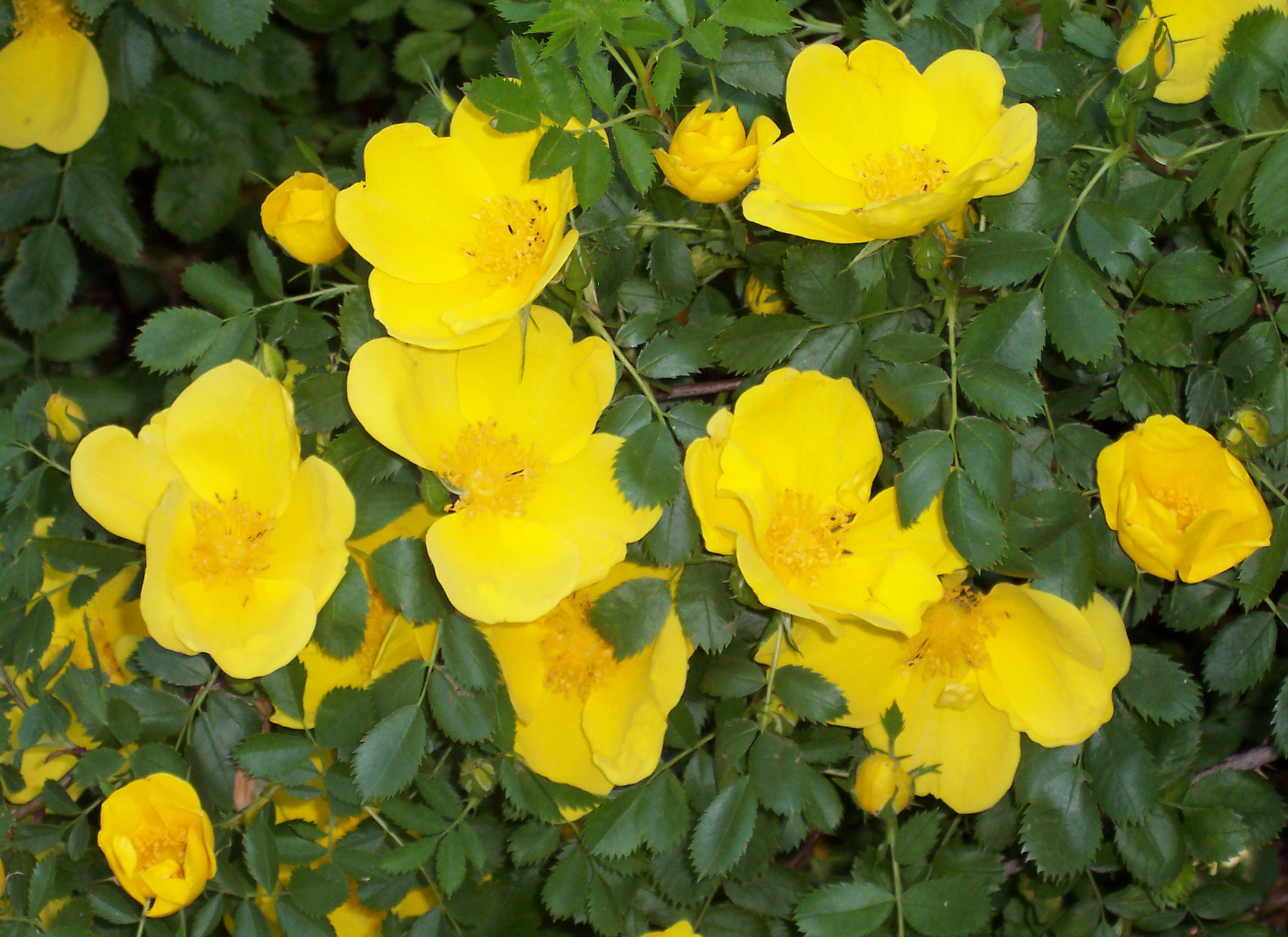
Rosa foetida
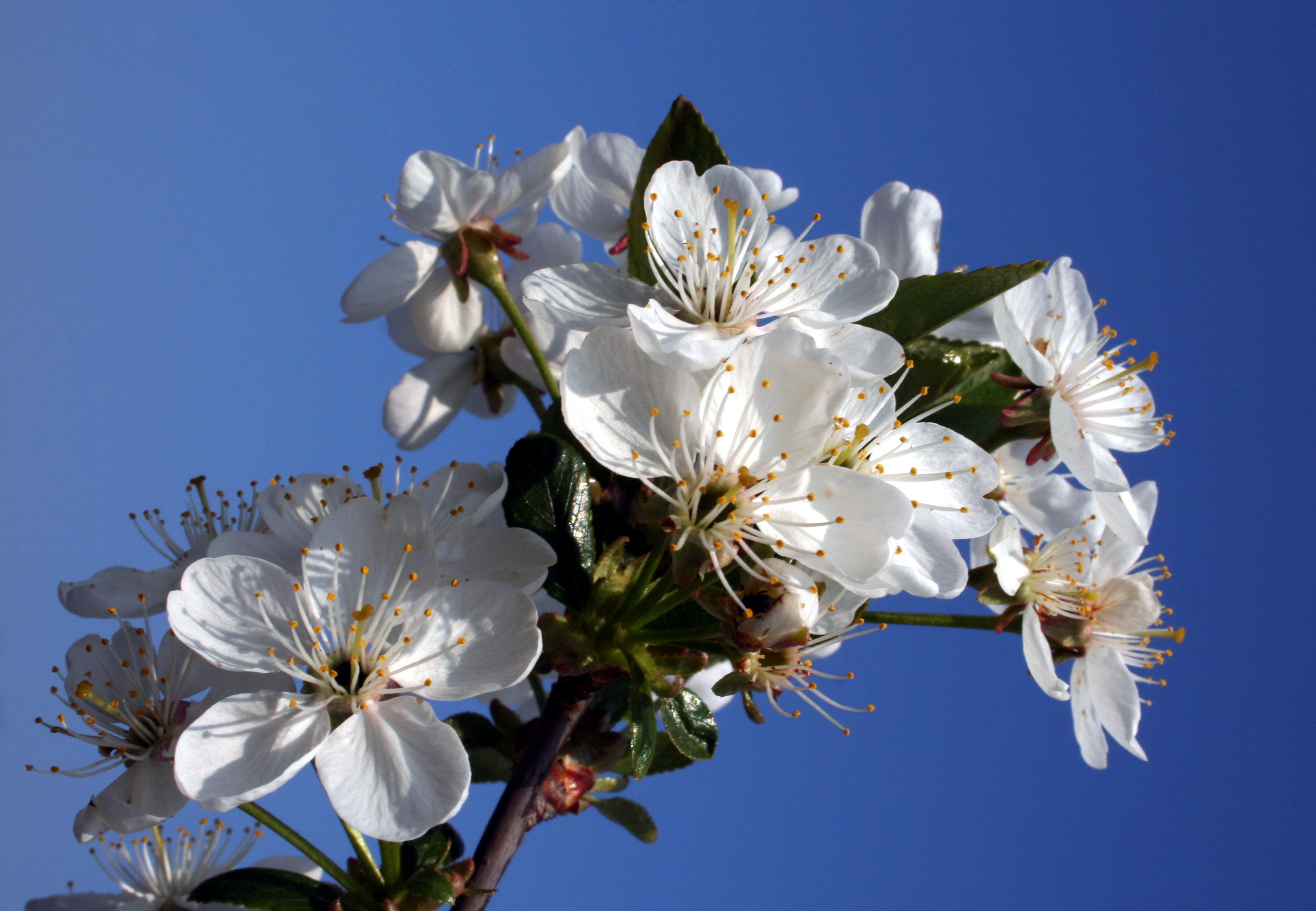
Prunus cerasus virágai
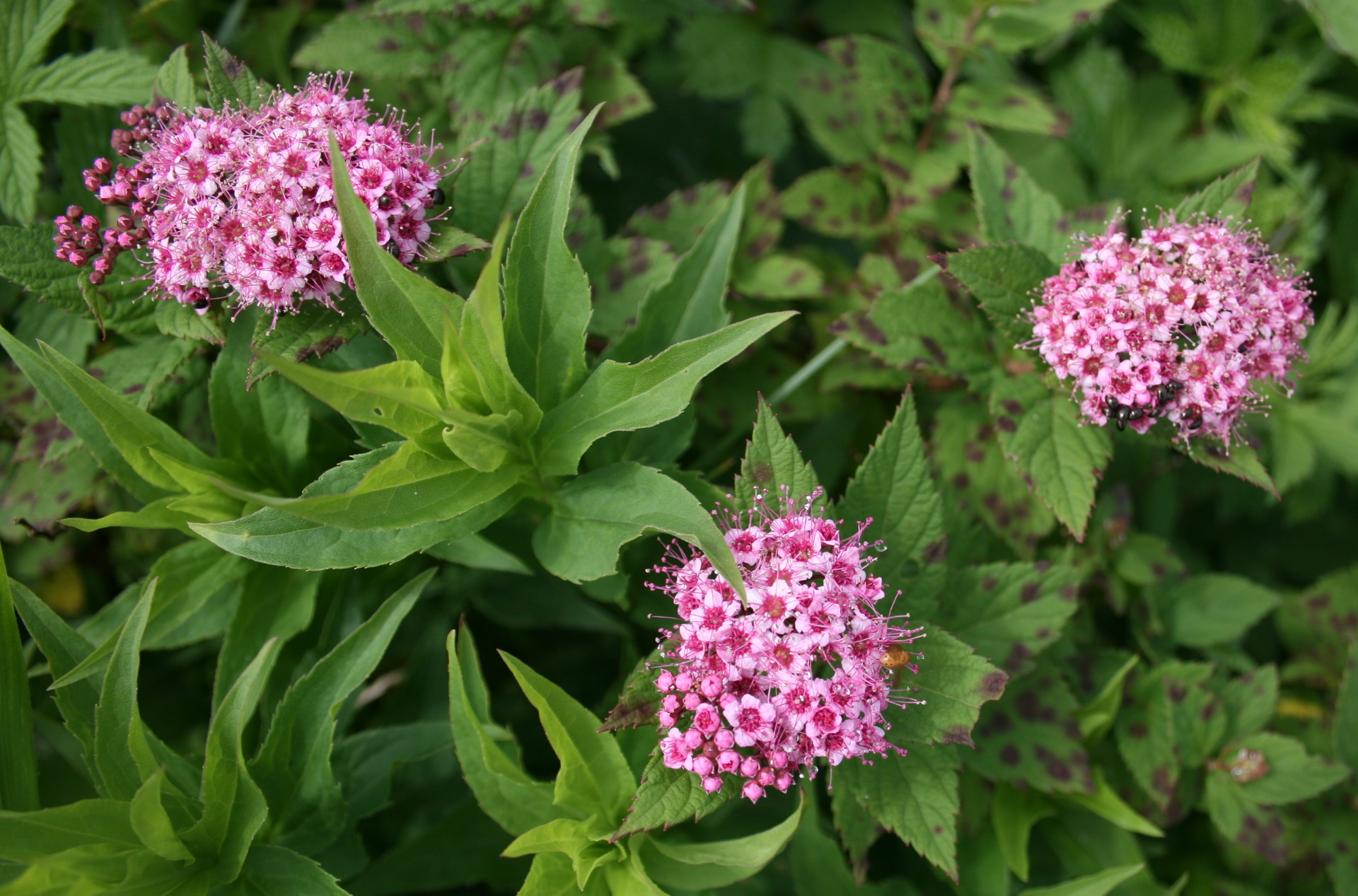
Spirea japonica a Spiraeoideae alcsaládból
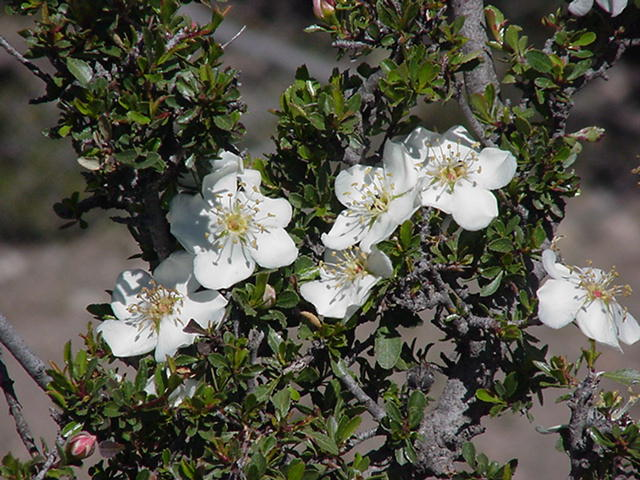
Lindleya mespiloides virágai a Maloideae alcsaládból
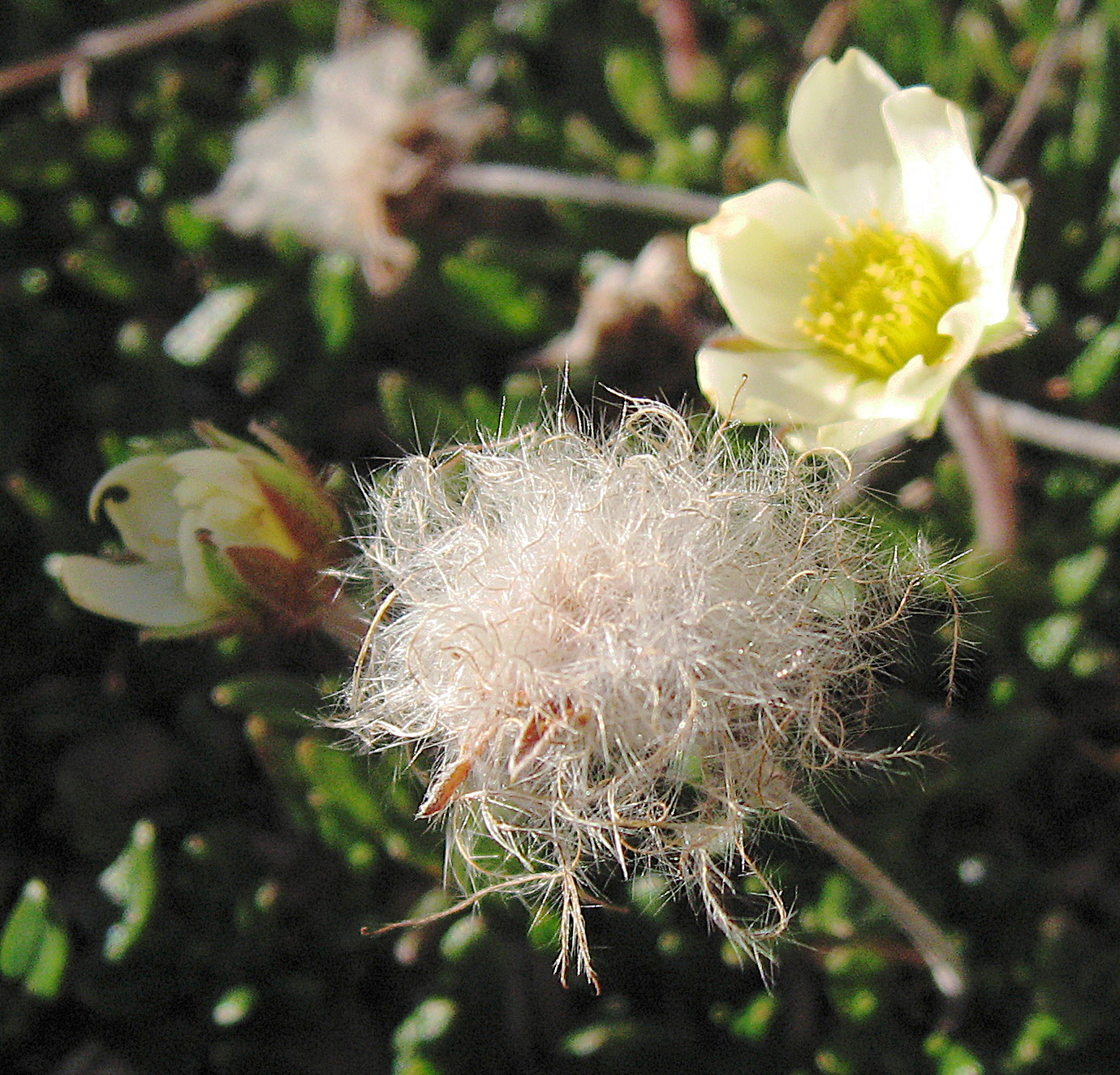
Dryas integrifolia virága és termése
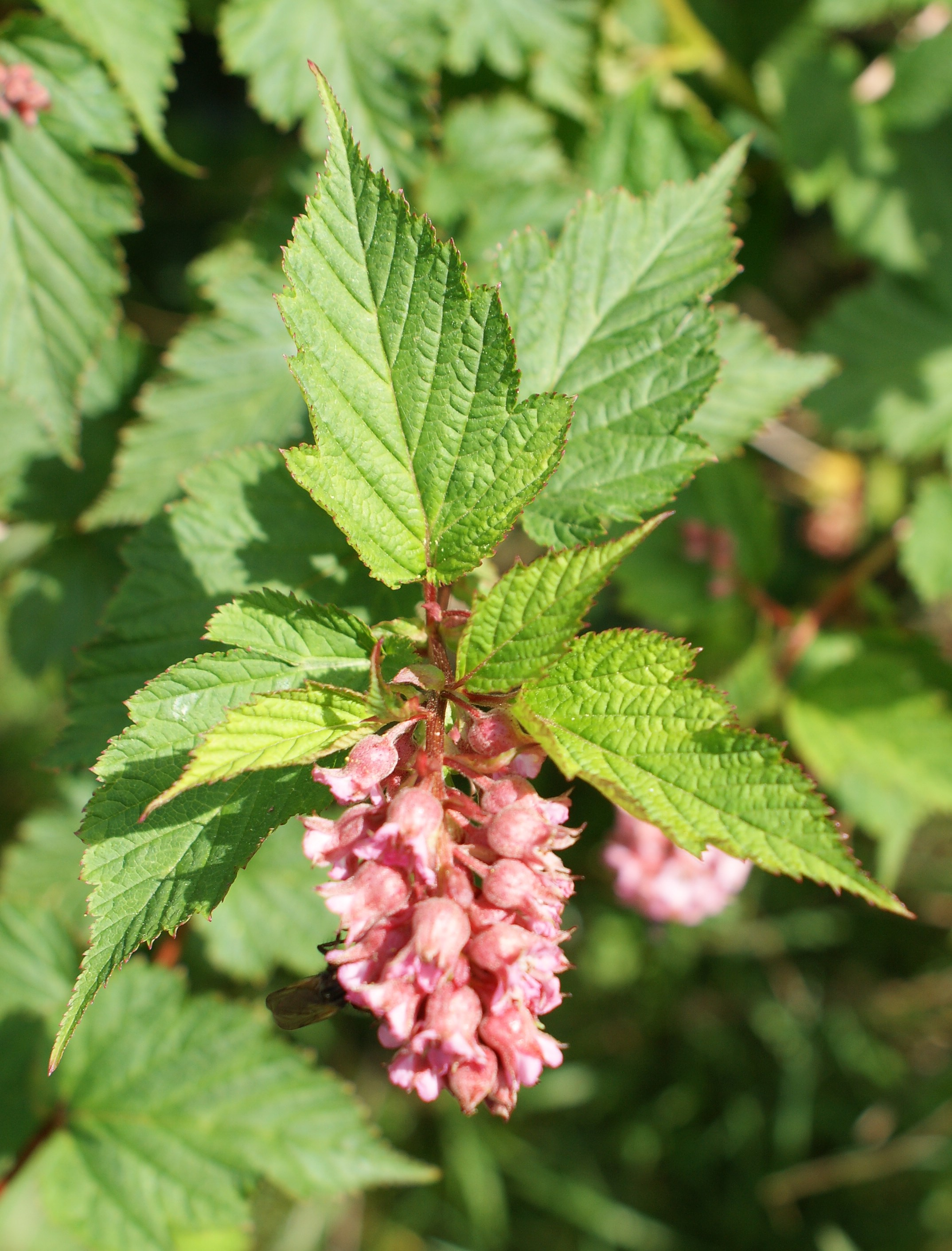
Neillia affinis virágzata és levelei
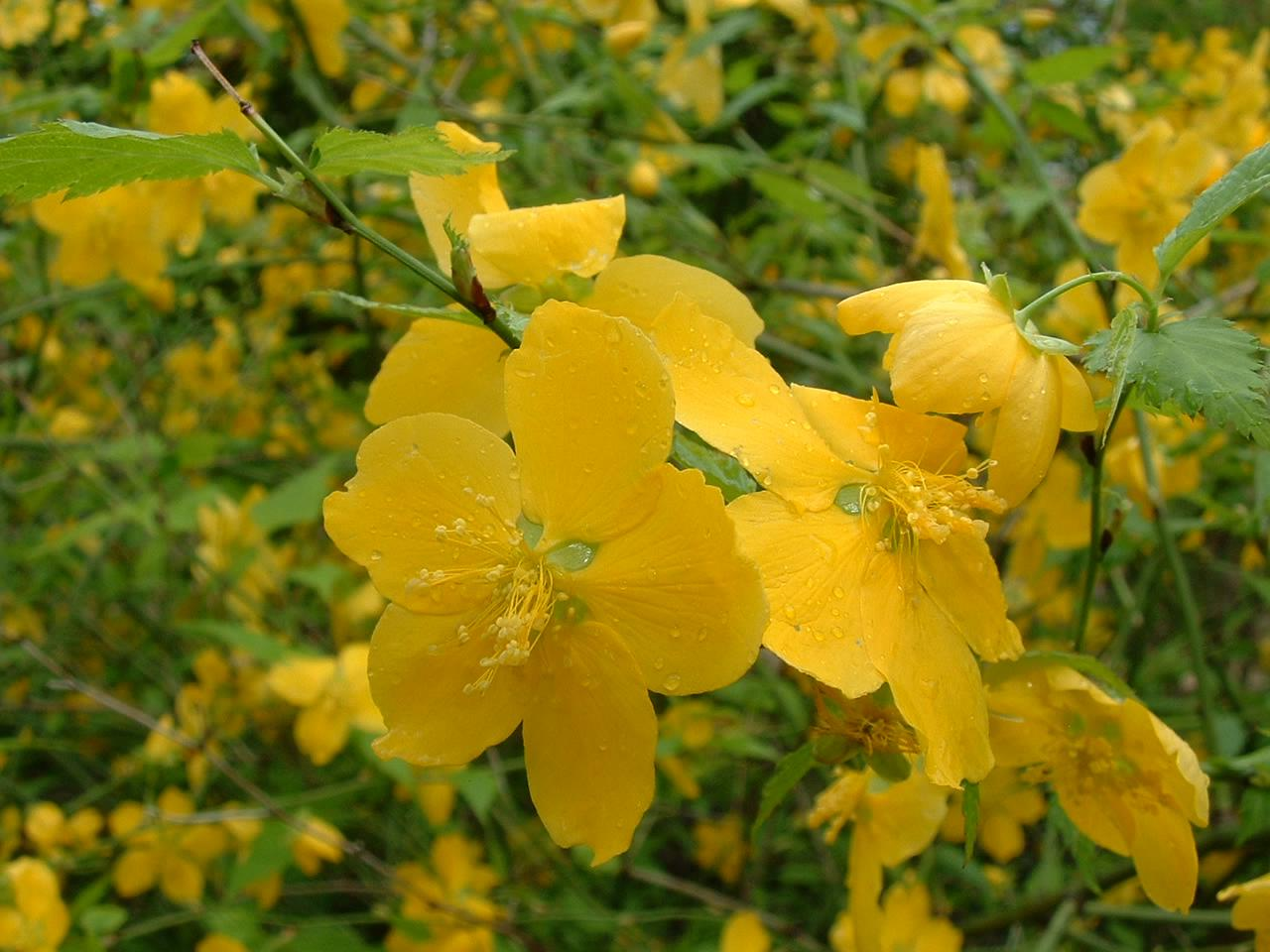
Kerria japonica hajtása

## Fordítás
- Ez a szócikk részben vagy egészben a Rosaceae című angol Wikipédia-szócikk ezen változatának fordításán alapul.  Az eredeti cikk szerkesztőit annak laptörténete sorolja fel. Ez a jelzés csupán a megfogalmazás eredetét és a szerzői jogokat jelzi, nem szolgál a cikkben szereplő információk forrásmegjelöléseként.